# New rave
New rave (także: nu rave, neu rave) – termin używany (przede wszystkim w UK) na określenie muzyki będącej połączeniem różnych gatunków muzyki elektronicznej i rocka, najczęściej dance punka i indie rocka. Fraza „new rave” oznacza nową wersję muzyki rave i jest parafrazą określenia „new wave”. Większość popularnych zespołów uważanych za przedstawicieli new rave pochodzi z Wielkiej Brytanii, która jest zresztą uznawana za miejsce narodzin tego stylu muzycznego.

## Grupy muzyczne charakterystyczne dla tego gatunku
Zespoły, których styl muzyczny można określić jako new rave, to między innymi:
- Hadouken!
- Does It Offend You, Yeah?
- Klaxons
- Foals
- Late of the Pier
- Neon Plastix
- Trash Fashion
- Shitdisco
- We Smoke Fags
- Bolt Action Five
- To My Boy
- Dead Disco
- Test Icicles
- Glamour for Better
- New Young Pony Club
- The Sunshine Underground
- You Love Her Coz She's Dead
- You Say Party! We Say Die!
- Cansei de Ser Sexy
- Mindless Self Indulgence